# Sybra albovittata
Sybra albovittata är en skalbaggsart som beskrevs av Stefan von Breuning 1943. Sybra albovittata ingår i släktet Sybra och familjen långhorningar. Inga underarter finns listade i Catalogue of Life.